# Джевизов, Спас
Спас Джевизов (болг. Спас Андреев Джевизов; род. 27 сентября 1955, Пловдив) — болгарский футболист, игравший на позиции нападающего. По завершении игровой карьеры — тренер. Заслуженный мастер спорта (1980).
Известен выступлениями за клуб ЦСКА (София) и национальную сборную Болгарии.

## Клубная карьера
Во взрослом футболе дебютировал в 1974 году выступлениями за команду «Тракия» (Пловдив), в которой провел два сезона, приняв участие в 49 матчах чемпионата.
Вскоре привлек внимание представителей тренерского штаба столичного ЦСКА (София), к составу которого присоединился в 1976 году. Отыграл за армейцев из Софии следующие восемь сезонов своей игровой карьеры. Большинство времени, проведенного в составе софийского ЦСКА, был основным игроком атакующей звена команды и одним из главных бомбардиров, имея среднюю результативность на уровне 0,47 гола за игру первенства. В первых трех сезонах Джевизов становился вице-чемпионом страны, после чего четыре раза подряд в 1980—1983 годах выигрывал национальный чемпионат. В сезоне 1982/83 также выиграл с клубом и национальный Кубок. К тому же в сезоне 1979/80 стал лучшим бомбардиром чемпионата, забив 21 гол.
В 1984 году перешел к кипрской клуб «Омония». В сезоне 1984/85 выиграл с командой чемпионат Кипра, а в сезоне 1986/87 — стал чемпионом и лучшим бомбардиром чемпионата (32 гола). Завершил профессиональную карьеру футболиста выступлениями за команду «Омония» в 1987 году.

## Выступления за сборную
25 января 1976 года дебютировал в официальных матчах в составе национальной сборной Болгарии в товарищеской игре против Японии. В течение карьеры в национальной команде, которая длилась 9 лет, провел в ее форме 20 матчей, забив 3 гола.

## Карьера тренера
По завершении карьеры игрока остался в «Омонии», и работал в тренерском штабе клуба.
В 1994 году стал главным тренером ЦСКА (София), тренировал армейцев из Софии один год. Впоследствии на протяжении весенней части 2000 года вновь возглавлял эту команду, но так за оба периода серьезных результатов не добился.
Позже в 2001 году тренировал кипрский клуб «Алки».

## Титулы и достижения
- Чемпион Болгарии (4):

ЦСКА (София): 1979-80, 1980-81, 1981-82, 1982-83
- Обладатель Кубка Болгарии (2):

ЦСКА (София): 1982-83
- Чемпион Кипра (2):

«Омония»: 1984-85, 1986-87

### Индивидуальные
- Лучший бомбардир чемпионата Болгарии: 1979-80 (21 гол)
- Лучший бомбардир чемпионата Кипра: 1986-87 (32 гола)